# Наталия Тена
Наталия Тена (Natalia Gastiain Tena) е британска актриса от испански произход по майчина линия.
Учи в училище Бидейлс, където е съученичка на Лили Алън. Прави професионалния си дебют като Ели във филма „Маркъс“ (About a Boy, 2002). Играла е главни роли в „Gone to Earth“ през 2004 г. и „Nights at the Circus“ през 2006-а, както и в ред поддържащи. Най-новото ѝ превъплъщение е като Нимфадора Тонкс в „Хари Потър и Орденът на феникса“ – роля, която ще изиграе и в адаптацията на „Хари Потър и Нечистокръвния принц“. След това играе ролята на Оша в Игра на тронове.

## Филмография
- „Маркъс“ (Ели) (2002)
- „Gone to Earth“ (2004)
- „9 песни“ (дубльор на Марго Стили в някои сцени) (2005)
- „Afterlife“, телевизионен сериал, 2 сезон, епизод 5, Mirrorball (2005)
- „Nights at the Circus“ (2006)
- „Хари Потър и Орденът на феникса“ (Нимфадора Тонкс) (2007)
- „Хари Потър и Нечистокръвния Принц“ (2009)
- „Хари Потър и Даровете на Смъртта – част 1“ (2010)
- „Хари Потър и Даровете на Смъртта – част 2“ (2011)
- Игра на тронове (2011 – 2013)